# 16020 Tevelde
16020 Tevelde è un asteroide della fascia principale. Scoperto nel 1999, presenta un'orbita caratterizzata da un semiasse maggiore pari a 2,2983138 UA e da un'eccentricità di 0,1637763, inclinata di 5,10056° rispetto all'eclittica.